# Okres Budaörs

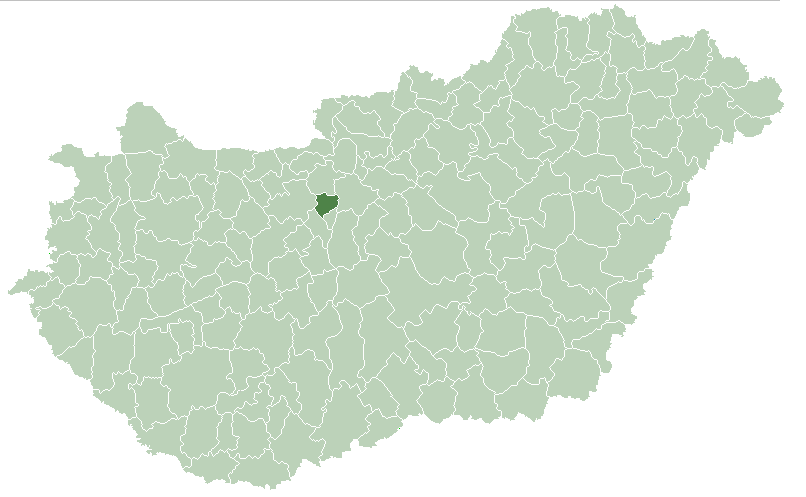
Poloha okresu v rámci Maďarska

Okres Budaörs (maďarsky Budaörsi kistérség) je bývalý okres ve středním Maďarsku v župě Pest, nedaleko Budapešti. Jeho správním centrem bylo město Budaörs. V roce 2013 byl začleněn do nově vzniklého okresu Budakeszi.

## Sídla
V okrese se nachází celkem 9 měst a obcí.
- Biatorbágy
- Budaörs
- Budajenő
- Budakeszi
- Herceghalom
- Pusztazámor
- Sóskút
- Páty
- Telki